# حكمت الشهابي
حكمت الشهابي (8 كانون الثاني 1931 - 5 آذار 2013) ضابط عسكري سوري برتبة عِماد، شغل منصبَ رئيس هيئة أركان الجيش السوري من عام 1974 إلى 1998.

## سيرته
ولد الشهابي لأسرة مسلمة سنية عام 1931 في مدينة الباب بمحافظة حلب. التحق بالأكاديمية العسكرية في حمص، ثم حضر دورة في التدريب العسكري المتقدم في الولايات المتحدة.
بدأ الشهابي حياته المهنية في مجال الطيران وتدرَّب في الاتحاد السوفيتي والولايات المتحدة. شغل من عام 1968 إلى 1971 منصبَ نائب رئيس الأمن العسكري. وفي عام 1970 حصل على شهادة من الاتحاد السوفيتي في أجهزة الاستخبارات. وفي نيسان 1971 عُيِّن رئيسًا لشعبة الاستخبارات العسكرية، يساعده العقيد علي دوبا.
ثم رُقِّيَ إلى رتبة لواء في العام التالي، وأشرف على إدارة الأمن العسكري. وبعد حرب 1973، قاد الوفدَ السوري إلى الولايات المتحدة في نيسان 1974، للتفاوض على شروط فك الاشتباك بين سوريا وإسرائيل.
وفي 12 آب 1974، عُين رئيسًا لهيئة أركان الجيش السوري، بدل يوسف الشكور، الذي رُقي إلى منصب نائب وزير الدفاع. واستمرَّ في منصبه رئيسًا للأركان حتى عام 1998. وفي كانون الأول عام 1983، في اثناء مرض الرئيس حافظ الأسد، كان الشهابي جنبًا إلى جنب مع العماد مصطفى طلاس وعلي دوبا، عضوًا في اللجنة المكلَّفة إدارة البلاد. وكان من عام 1994 إلى 1995 عضوًا في الوفد الذي سافر إلى الولايات المتحدة لمناقشة مفاوضات السلام مع إسرائيل. وكان أيضًا واحدًا من أعضاء القيادة القطرية لحزب البعث وواحدًا من أفراد «الحرس القديم».

### الاستقالة
في 8 تموز عام 1998، وبعد 24 عامًا في رئاسة هيئة الأركان، استقالَ الشهابي من منصبه في حملة تطهير قبل وفاة حافظ الأسد، وخلَفَه في المنصب علي أصلان. بسبب ارتباط الشهابي الوثيق بنائب الرئيس السابق عبد الحليم خدام ممَّا عُدَّ تهديدًا من قِبَل بشار الأسد. كان الشهابي أيضًا معارضًا لخلافة بشار أباه في الحكم. أعلن الشهابي علنًا رفضه لبشار الأسد حاكمًا مستقبليًّا لسوريا. وفي عام 2000، ظهرت شائعاتٌ في الصحف السورية، ثبت عدم صحَّتها، تدَّعي بأن الشهابي قد يكون متورِّطًا في تُهَم فساد.

### الحلفاء
كان الشهابي واحد من كبار المسؤولين السوريين الذين كانوا مقرَّبين جدًّا من رئيس الوزراء السابق في لبنان رفيق الحريري، وزعيم الدروز اللبناني وليد جنبلاط. إضافة إلى صلته الوثيقة بالولايات المتحدة الأمريكية.

## وفاته
توفي حكمت الشهابي يوم 5 آذار عام 2013.
وقال التلفزيون السوري الرسمي في خبر مقتضب: إن "القيادة العامَّة للجيش والقوَّات المسلَّحة تنعى العماد أول المتقاعد حكمت الشهابي رئيس هيئة الأركان الأسبق الذي وافته المنية اليوم".